# Alpioniscus heroldii
Alpioniscus heroldii is een pissebed uit de familie Trichoniscidae. De wetenschappelijke naam van de soort is voor het eerst geldig gepubliceerd in 1931 door Verhoeff.